# Ria van Eyk
Ria van Eyk (Venlo, 5 januari 1938) is een Nederlandse textielkunstenaar en kunstschilder.
Van Eyk studeerde van 1955 tot 1959 textiele vormgeving aan de Academie Industriële Vormgeving in Eindhoven en nam tegelijkertijd schilderlessen. Na haar afstuderen werkte zij enkele jaren in Denemarken en IJsland. Sinds haar terugkeer in Nederland bouwde zij een oeuvre op van wandkleden, schilderijen, tekeningen en foto’s, zowel vrij werk als werk in opdracht. Zij gaf les aan de (kunst)academies van Eindhoven, Krefeld, 's-Hertogenbosch en Reykjavik.

## Werk
Eenvoud en helderheid zijn in het oog springende karakteristieken van het werk van Van Eyk. Het raster vormt vrijwel altijd het vertrekpunt. Deze structuur combineert zij doorgaans met de kleurenreeks van het spectrum en zwart en wit. Dat levert abstracte beelden van concrete zaken als vorm, lijn, kleur en ritme. Het gebruik van materialen als bladgoud, vulkaanaarde en textiel zorgt voor een  persoonlijke lading. De kunstenares zegt daarover: "Het mooiste is om met duidelijk tastbare materialen iets immaterieels zichtbaar te kunnen maken." Het samenbrengen van het abstracte en het persoonlijke is terug te zien in al haar werk. Daarnaast vallen haar vakmanschap en ambachtelijkheid op.

## Belangrijke werken

### The Lovely Weaves (1969-1971)
Voor Van Eyk en tijdgenoten was de spraakmakende Magdalena Abakanowicz (1930) in de jaren zestig een eerste voorbeeld van autonome textielkunst. Onder Abakanowicz’ invloed raakte het weven met natuurlijke materialen als touw en sisal in zwang. De theatrale sculpturen van deze Poolse kunstenaar gaven echter niet de vormentaal die van Eyk wilde hanteren. Haar bron lag in het constructivisme waarbij lijn, vorm en kleur slechts naar zichzelf verwijzen.
Door een aantal jaren te experimenteren met weeftechnieken en materialen ontwikkelde Van Eyk haar eigen handschrift en presenteerde zij de serie ‘The Lovely Weaves’. Daarin maakte zij de beeldvorm van het weefsel zichtbaar door een reeks basisweefsels sterk uit te vergroten. Deze werken waren niet gemaakt van het destijds gangbare touw en sisal, maar van repen industrieel kunststoffolie in zwart en wit. Van Eyk exposeerde de serie voor het eerst in 1971 tijdens 'SM Atelier 8', een jaarlijkse tentoonstelling, waar het Stedelijk Museum in Amsterdam indertijd jong en veelbelovend talent presenteerde. Twee jaar later ging 'The Lovely Weaves' verloren in Polen tijdens de reizende tentoonstelling 'Nederlandse Textielkunst'. De publicatie Avontuur in druk, no. 5 is het enige wat ervan resteert.

### My Woven Dairy 1 sept. 1976 – 30 mei 1977

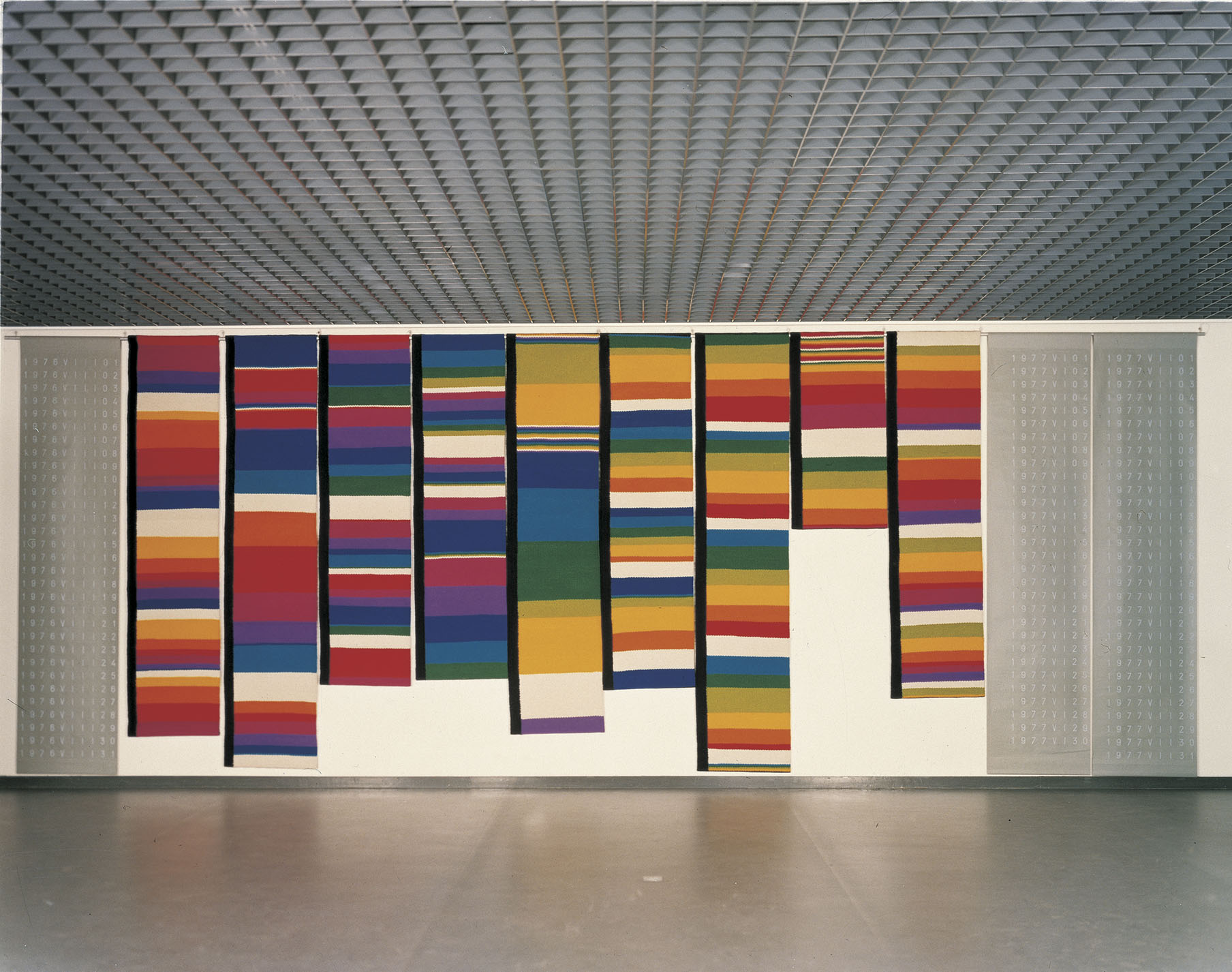
'My Woven Dairy 1 sept. 1976 - 30 mei 1977', wol, 321 x 880 cm.

'My woven Dairy 1 sept. 1976 – 30 mei 1977' is een sleutelwerk binnen de geweven wandkleden die Van Eyk tot 1983 maakte. Zij koppelde in dit werk het begrip tijd aan een handmatige, ambachtelijke uitvoering. Voor dit wandkleed vormde een kleurenschema met een vaste ordening van een baan per maand het uitgangspunt. Negen maanden lang dagelijks weven zorgde ervoor dat het eindresultaat in lengte en vorm door toeval werd bepaald.
Het wandkleed werd gemaakt voor de 8e Biennale Internationale de la Tapisserie in 1977 te Lausanne (Zwitserland).

### Reminiscentie aan Siena

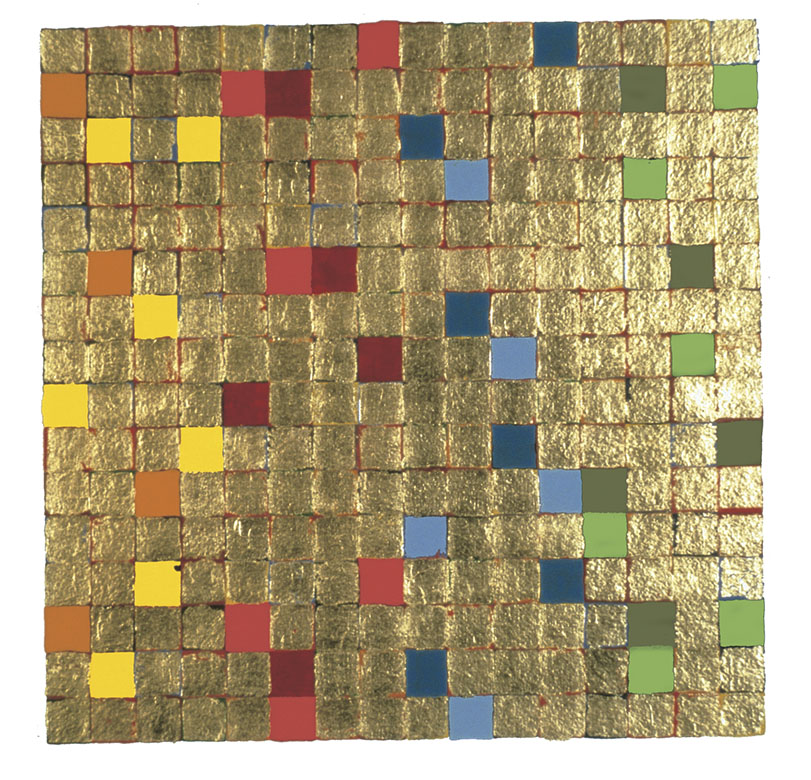
'Reminiscentie aan Siena', 1994-IX-30, acrylverf en bladgoud op papier, 70,5 x 70,5 cm

Sinds 1985 hield Van Eyk zich bezig met schilderen en het gebruik van bladgoud. Haar inspiratiebronnen voor dit (schilder)werk waren de Italiaanse kunst uit de vroege Renaissance en het Toscaanse landschap. De kleuren die zij gebruikte, in combinatie met bladgoud herinneren aan die schilderkunst uit de vroege Renaissance. In plaats van een verhalende vertelling gebruikte zij echter geometrische vormen in een rasterpatroon. Zo onderzocht ze op eigentijdse wijze de wisselwerking tussen licht (lees: goud) en kleur.

### IJslandboeken (2002)

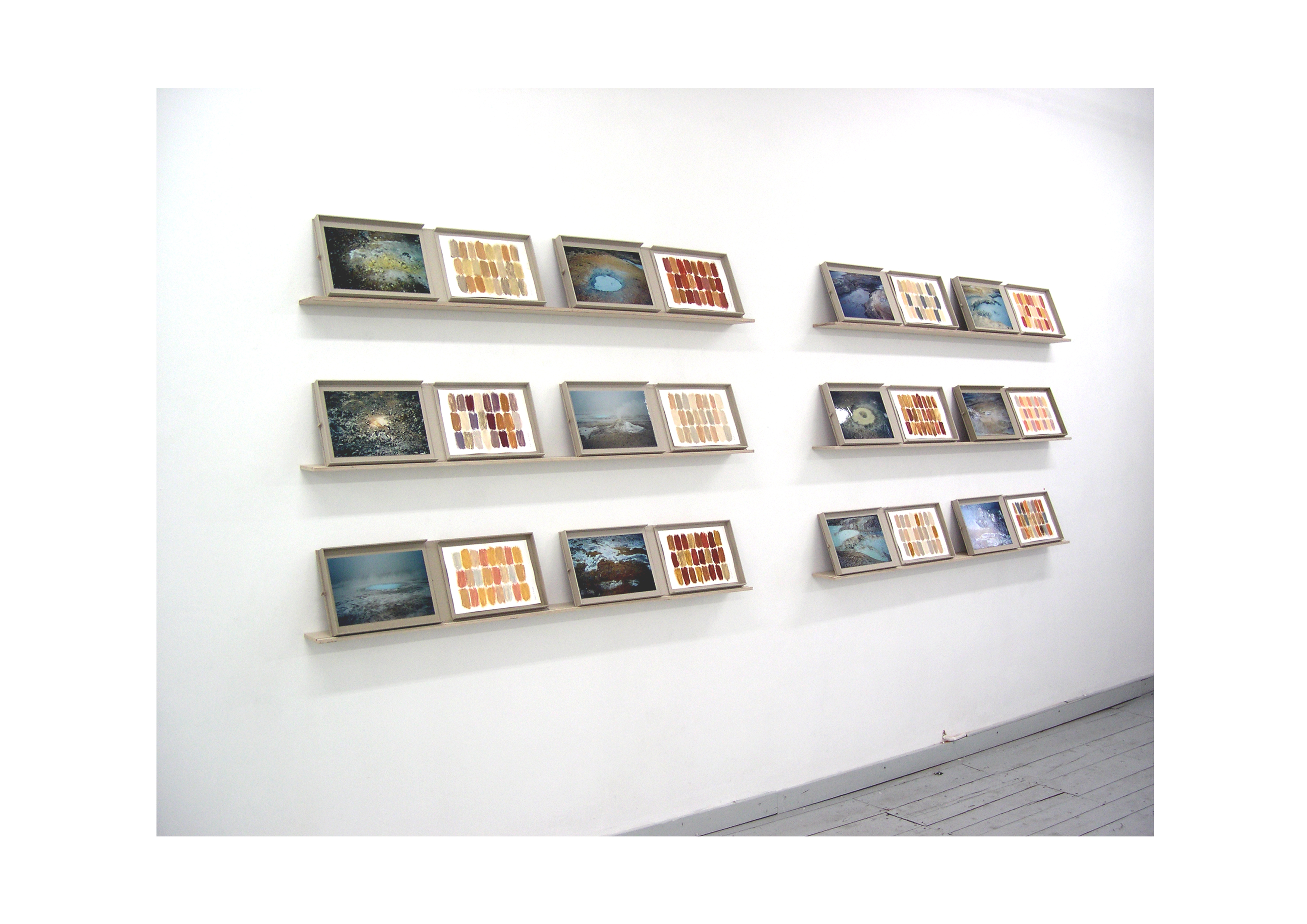
'IJslandboeken', 2002, gemengde technieken, 26x72cm (per opengeslagen boek)

In 1960 bezocht Van Eyk IJsland voor het eerst. Ruim veertig jaar later reisde ze er opnieuw heen om werk te maken met vulkaanaarde. In haar 'IJslandboeken' combineerde zij foto’s van borrelende, hete aarde en het landschap, met grids van ter plaatse aangebrachte vulkaanaarde. Zo verbeeldde dit werk haar herinneringen aan het onaangetaste IJslandse vulkaanlandschap van vóór de grote economische vooruitgang.

## Collecties
Behalve in diverse particuliere collecties bevindt Van Eyks werk zich in de collecties van
- TextielMuseum, Tilburg
- Gemeente Uden
- Instituut Collectie Nederland, Rijswijk
- Museum Kröller-Müller, Otterlo
- Noordbrabants Museum, 's-Hertogenbosch
- Stedelijk Museum, Amsterdam
- Stedelijk Museum Schiedam
- Collectie TPG Post, Den Haag

## Werk in opdracht

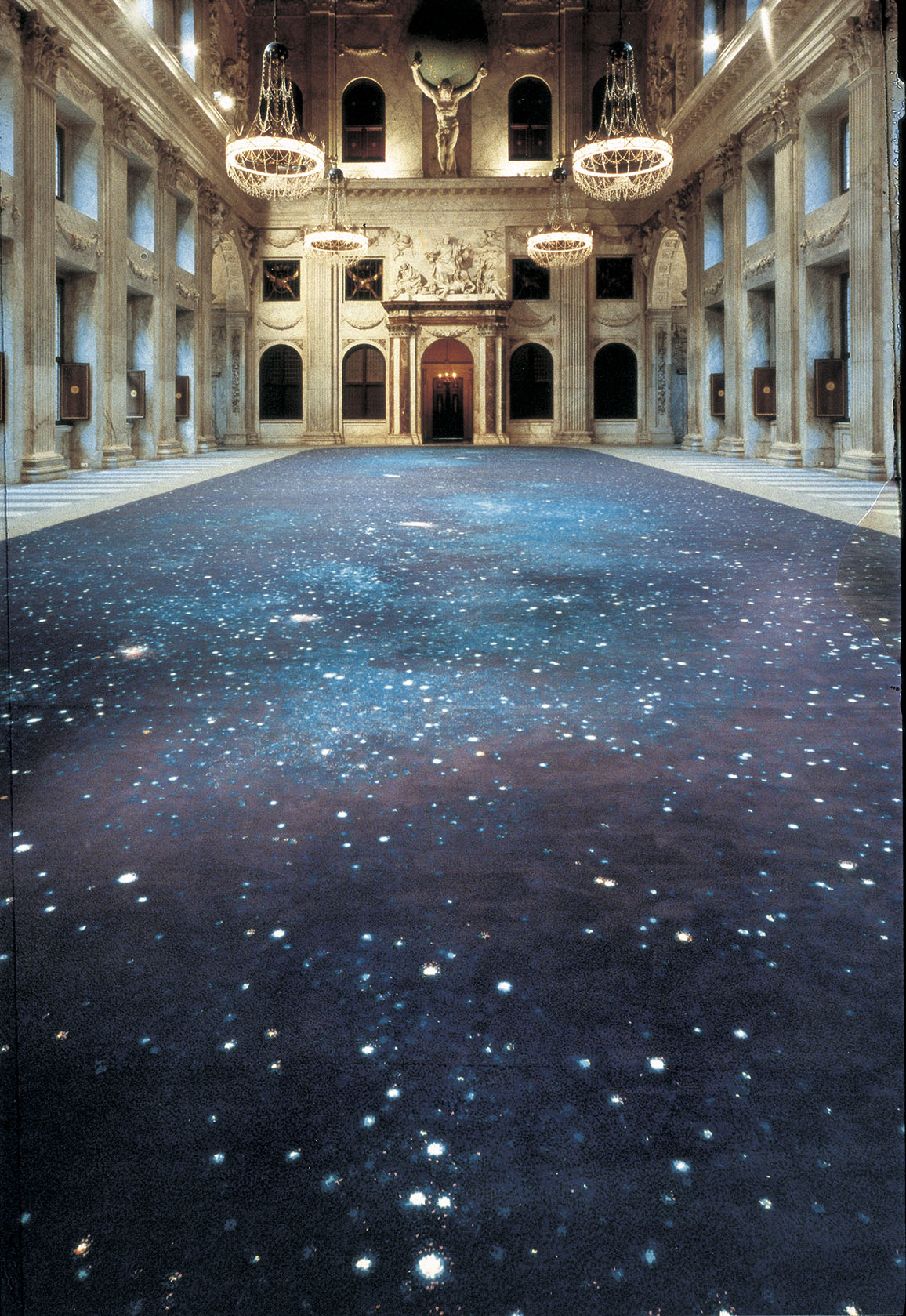
'Sterrenhemeltapijt' 1996-1998, wol, 31,84 x 17,75 m, burgerzaal Koninklijk Paleis op de Dam, Amsterdam.

Naast haar vrije werk heeft Van Eyk tot 2005 ook in opdracht gewerkt.
Het monumentale 'Sterrenhemeltapijt' (1996-1998) is haar bekendste werk. Het kwam voort uit een opdracht van de Rijksgebouwendienst om voor de vloer van de burgerzaal van het zeventiende-eeuwse Koninklijke Paleis op de Dam een kleed te maken. Waar de oorspronkelijke marmeren vloer het zeventiende-eeuwse wereldbeeld in drie 'Heemels- en Aardklooten' verbeeldt, toont Van Eyks vloertapijt het heelal zoals dat aan het eind van de twintigste eeuw te zien was, toen de komeet Hale-Bopp aan het firmament verscheen. Deze komeet is een verwijzing naar het beroemde Tapijt van Bayeux uit Frankrijk dat de slag bij Hastings in 1066 in beeld bracht. Daarop is de komeet Halley te zien die tijdens deze historische veldslag was verschenen. Voor het 'Sterrenhemeltapijt' kreeg Van Eyk in 2010 de zelden uitgereikte Eremedaille voor Kunst en Wetenschap verbonden aan de Huisorde van Oranje uit handen van Koningin Beatrix.

### Selectie opdrachten
- 1971, textielcollectie Provinciehuis, Den Bosch
- 1979, textielcollectie Provinciehuis, Den Bosch
- 1982-1984 koninklijke werkvertrekken Paleis Noordeinde, Den Haag
- 1985-1986 twee zittingszalen, gerechtsgebouw, Breda
- 1996-1998 burgerzaal Koninklijk Paleis op de Dam, Amsterdam

## Beknopte bibliografie
- 'Avontuur in druk / adventurous printing', goodwill uitgave no. 5, Drukkerij Rosbeek, Nuth, 1971
- Ria van Eyk, 'Reminiscenties aan Siena', eigen uitgave, 1995
- Ria van Eyk, e.a., 'Oude symboliek, nieuwe kunst. Een vloertapijt voor het Koninklijk Paleis op de Dam te Amsterdam', Architectura & Natura, Rijksgebouwendienst, 1998
- 'Ria van Eyk. Leven en werken', SUN, Amsterdam, 2006